# Ernst Kummer
Ernst Eduard Kummer (n. 29 ianuarie 1810 - d. 14 mai 1893) a fost un matematician german.
Printre contribuțiile sale amintim:
- studiul seriilor hipergeometrice continuând lucrările lui Gauss, Dirichlet, Jacobi;
- studii asupra marii teoreme a lui Fermat; reușește să o demonstreze pentru numere prime regulate;
- studii asupra funcțiilor Bessel.

Opera sa a contribuit la progresul teoriei algebrice a numerelor și a fost recompensată cu un premiu din partea Academiei Franceze de Științe. 